# 大分県立大分西高等学校
大分県立大分西高等学校 （おおいたけんりつおおいたにしこうとうがっこう） は、大分県大分市に所在する県立の全日制課程総合学科の高等学校。「大分西」と通称されることがあるが、近くに同名の中学校（大分市立大分西中学校）があるため、「大西高」「西高」と通称されることもある。

## 設置学科
- 総合学科

## 概要
1961年（昭和36年）に本校の設立準備会が発足し、翌1962年（昭和37年）4月1日、大分県立大分女子高等学校が開設された。まだ校舎などの工事が始まっていなかったため、第1回の入学式は、大分県立大分商業高等学校内の仮校舎を使っての入学式が行われた。その後、第一期の工事が竣工したのち同年8月に現在地に移転。3年後の1968年（昭和40年）に総合落成式が行われた。開設当初からは県内でも数少ない女子校であったが、大分県の高校再編計画の一環により2003年4月に男女共学に移行するとともに、総合学科・単位制とされ現在の校名に改められた。3学期制を取っている一般的な学校と違い、4月から10月の前期、10月から3月までの後期の2学期制を取っていたが、2010年度(平成22年)より、一般的な学校と同じように3学期制に改められた。単位制を取っているため、「1年」と普通示される学年は正確には「1年次」となる。
2004年に第3棟が、大分県の高校としては珍しい「大講義室」を備えた総合学科棟に立て替えられ、また、特別教室などで構成されていた第2棟も2006年に立て替えられた。2007年には校舎南の広い土地も第二グラウンドとして改修された。
教育関係では夢ナビ（総合学科高校の必修科目である産業社会と人間と総合科のミックス）、選択制の授業（2年次から）などを特色としている。
部活動では、陸上部（特に女子駅伝チーム）、なぎなた部、野球部、吹奏楽部などが県内外で有名である。
なお、この高校は大分市の災害時の集合避難場所に指定されている。

## 施設
- 管理棟（職員室や事務室）
- 第一棟（クラスの教室など）
- 第二棟（ロッカー室･美術教室）
- 第三棟（総合学科棟）
- 第四棟（調理室・コンピューター室・視聴覚室・書道室）
- 体育館・多目的ホール
- 第一・第二グラウンド
- テニスコート・プール

※注：視聴覚室は吹奏楽部の活動場所として定着したため、本来の用途としては使用されていない。そのため、案内放送などは職員室か管理棟内にある放送室から行われる。また、第一棟と第二棟を結ぶ室内連絡通路（2階）には、購買部（2階）が入った棟がある。

## 通学手段・周辺施設など
最寄停留所・駅
- バス（大分交通）：大分西高校前
- JR九州：大分駅、（西大分駅）

主要周辺施設
- 大分県立図書館
  - 大分イベントホール

## 出身有名人
- さくらいゆり - 元レースクイーン、元タレント
- 阿部真央 - シンガーソングライター
- 胡麻鶴彩 - 声優
- 岩武克弥 - プロサッカー選手
- 河辺駿太郎 - プロサッカー選手
- 橋本崚 - 陸上競技選手（長距離走・マラソン）